# Серии Оцеляване (2001)
Сериите Оцеляване (2001) (на английски: Survivor Series) е петнадесетото годишно pay-per-view събитие от поредицата Серии Оцеляване, продуцирано от Световната федерация по кеч (WWF). Провежда се на 18 ноември 2001 г. в Грийнсбъро, Северна Каролина.

## Обща информация
Събитието отбелязва края на Нашествието, който доминира в сюжетните линии на WWF от март, когато Винс Макмеън купува World Championship Wrestling. Той също така има значение като едно от най-важните събития в историята на Световната федерация.
Изпълнителният директор и председател на WWF Винс Макмеън първоначално трябва да бъде част от главния мач, но е заменен от Грамадата поради контузия. В допълнение, мач за обединение на Титлата в полутежка категория на WCW и Титлата в леко-тежка категория на WWF е отменен, тъй като Екс Пак е контузен и не може да се състезава. За да разреши това, WWF премахва Титлата в леко-тежка категория малко след Сериите Оцеляване в полза на тази в Полутежка категория, като продължава нейната история.

## Резултати
| №                                         | Резултати | Правила                                                                                     | Време |
| ----------------------------------------- | --- | ------------------------------------------------------------------------------------------- | ----- |
| 1                                         | Крисчън (ш) (Алианс) побеждава Ал Сноу (WWF) | Индивидуален мач за Европейската титла на WWF                                               | 6:30  |
| 2                                         | Уилям Ригъл (Алианс) поб. Таджири (с Тори Уилсън) (WWF) | Индивидуален мач                                                                            | 2:59  |
| 3                                         | Острието (ш - САЩ) (WWF) поб. Тест (ш - Интерконтинентален) (Алианс)                                                                                            | Мач за обединение на Титлата на Съединените щати на WCW и Интерконтиненталната титла на WWF | 11:19 |
| 4                                         | Дъдли бойз (Бъба Рей Дъдли и Дивон Дъдли) (ш - Отборни на WCW) (със Стейси Киблър) (Алианс) поб. Харди бойз (Мат Харди и Джеф Харди) (ш - Отборни на WWF) (WWF) | Мач в Стоманена клетка за обединение на Отборните титли на WCW и Отборните титли на WWF     | 15:44 |
| 5                                         | Тест (Алианс) последен елиминира Били Гън (WWF) | Кралска битка за имунитет                                                                   | 7:37  |
| 6                                         | Триш Стратъс (WWF) поб. Айвъри (Алианс), Джаз (Алианс), Жаклин (WWF), Лита (WWF) и Могъщата Моли (Алианс)                                                       | Шесторен мач за вакантната Титла при жените на WWF                                          | 4:23  |
| 7                                         | Отбор WWF (Скалата, Крис Джерико, Гробаря, Кейн и Грамадата) поб. Алиансът (Ледения Стив Остин, Кърт Енгъл, Роб Ван Дам, Букър Ти и Шейн Макмеън)               | Сървайвър елиминационен мач 5 срещу 5 Победителят взима всичко                              | 44:57 |
| - (ш) – указва шампиона/шампионите в мача | |                                                                                             |       |